# Філіппінці в Україні
Філіппінці в Україні — філіппінська етнічна меншина та особи філіппінської національності, що проживають на території Україні. У місті Київ діє Почесне консульство Філіппін в Україні.
Значна частина філіппінців, що проживають в Україні, перебувають у змішаних шлюбах. Це є однією з ключових особливостей їхньої громади. 

## Історія
Перші філіппінці почали оселятися в Україні на початку 2000-х. Це були переважно люди, які приїхали за трудовими контрактами, студенти або ж ті, хто одружився з громадянами України.
Після 24 лютого 2022 року, у зв'язку з повномасштабним вторгненням, Філіппіни здійснили репатріацію своїх громадян. Близько 400 із понад 450 філіппінців були евакуйовані з України. Однак, незважаючи на це, деяка частина філіппінців все ж залишилася в Україні.
2022 року міністр закордонних справ Теодоро Лосін-молодший заявив, що планується відкриття посольства Філіппін в Україні.
2023 року Денис Михайлюк заявив, що уряд України планує залучити філіппінських робітників для відбудови України.

## Діяльність
Філіппінці можуть працювати в інших сферах послуг, міжнародних компаніях або мати власний бізнес. Уряд України висловлював наміри залучати філіппінських робітників для відбудови країни після війни, особливо для подолання кадрової кризи. Філіппінці, поряд з в'єтнамцями та іншими мігрантами з Південно-Східної Азії, розглядаються як потенційні трудові мігранти.

#### Присутність філіппінців улавах ЗСУ
Є підтвердження того, що громадяни Філіппін воюють у лавах ЗСУ. У березні 2024 року в статті "Southeast Asia's Soldiers of Fortune in the Russia-Ukraine War" було згадано дані Міністерства оборони Росії, де стверджувалося про 17 "добровольців" з Філіппін, двоє з яких були "ліквідовані". Незалежно від точності цих цифр, сам факт їх згадки свідчить про наявність філіппінців серед іноземних бійців. Як і для багатьох інших іноземних добровольців, мотивацією для філіппінців може бути прагнення захистити демократію, боротися з агресією, або ж особисті обставини, такі як наявність родини в Україні (як згадувалося, багато філіппінців в Україні одружені з українцями).

## Розселення
Більшість філіппінців проживають у великих містах України, зокрема у Києві, Одесі, Харкові, Львові.

## Мова
Більшість філіппінців України вважають тагальську та себуанську рідними мовами. Проте англійська мова є другою офіційною мовою на Філіппінах і широко використовується, що полегшує їхню адаптацію та працевлаштування в Україні. Багато з них також вивчають українську мову.

## Релігія
Переважна більшість філіппінців України є католиками. На Філіппінах це домінуюча релігія, що є спадщиною іспанського колоніального панування.

## Добровольці

### Загиблі філіппінці, що були учасниками російсько-української війни
- Браян Сапанта Паскуаль Вілсід (Bryan Sapanta Pascual Wilsid)[5]